# Hexagramme Yi Jing
Pour les articles homonymes, voir Hexagramme.
Dans le Yì Jīng, un des classiques chinois, un hexagramme (六十四卦 liùshísì guà) est un symbole constitué de 6 traits yīn ou yáng. Ils sont au nombre de soixante-quatre et résultent de la combinaison de deux trigrammes.
| Trigrammes supérieur → inférieur ↓ | qián le Ciel | zhèn le Tonnerre | kǎn l'Eau | gèn la Montagne | kūn la Terre | xùn le Vent | lí le Feu | duì la Brume |
| qián le Ciel                       | 1            | 34               | 5         | 26              | 11           | 09          | 14        | 43           |
| zhèn le Tonnerre                   | 25           | 51               | 3         | 27              | 24           | 42          | 21        | 17           |
| kǎn l'Eau                          | 6            | 40               | 29        | 4               | 7            | 59          | 64        | 47           |
| gèn la Montagne                    | 33           | 62               | 39        | 52              | 15           | 53          | 56        | 31           |
| kūn la Terre                       | 12           | 16               | 8         | 23              | 2            | 20          | 35        | 45           |
| xùn le Vent                        | 44           | 32               | 48        | 18              | 46           | 57          | 50        | 28           |
| lí le Feu                          | 13           | 55               | 63        | 22              | 36           | 37          | 30        | 49           |
| duì la Brume                       | 10           | 54               | 60        | 41              | 19           | 61          | 38        | 58           |

## Signification
Leur signification est la suivante :
| N° | Hexagramme               | Hexagramme | Hexagramme   | Nom français                         | Nom chinois  |
| N° | Image                    | Unicode    | Simplifié    | Nom français                         | Nom chinois  |
| -- | ------------------------ | ---------- | ------------ | ------------------------------------ | ------------ |
| 01 | Hexagramme 1 du Yi Jing  | ䷀          | \|\|\|\|\|\| | le Créatif, le Ciel                  | 乾qián       |
| 02 | Hexagramme 2 du Yi Jing  | ䷁          | ¦¦¦¦¦¦       | le Réceptif                          | 坤kūn        |
| 03 | Hexagramme 3 du Yi Jing  | ䷂          | \|¦¦¦\|¦     | la Difficulté initiale               | 屯chún       |
| 04 | Hexagramme 4 du Yi Jing  | ䷃          | ¦\|¦¦¦\|     | la Folie juvénile                    | 蒙méng       |
| 05 | Hexagramme 5 du Yi Jing  | ䷄          | \|\|\|¦\|¦   | l'Attente                            | 需xū         |
| 06 | Hexagramme 6 du Yi Jing  | ䷅          | ¦\|¦\|\|\|   | le Conflit                           | 訟sòng       |
| 07 | Hexagramme 7 du Yi Jing  | ䷆          | ¦\|¦¦¦¦      | l'Armée                              | 師shī        |
| 08 | Hexagramme 8 du Yi Jing  | ䷇          | ¦¦¦¦\|¦      | la Solidarité, l'Union               | 比bǐ         |
| 09 | Hexagramme 9 du Yi Jing  | ䷈          | \|\|\|¦\|\|  | le Pouvoir d'apprivoisement du petit | 小畜xiǎo chù |
| 10 | Hexagramme 10 du Yi Jing | ䷉          | \|\|¦\|\|\|  | la Marche                            | 履lǚ         |
| 11 | Hexagramme 11 du Yi Jing | ䷊          | \|\|\|¦¦¦    | la Paix                              | 泰tài        |
| 12 | Hexagramme 12 du Yi Jing | ䷋          | ¦¦¦\|\|\|    | la Stagnation                        | 否pǐ         |
| 13 | Hexagramme 13 du Yi Jing | ䷌          | \|¦\|\|\|\|  | la Communauté avec les hommes        | 同人tóng rén |
| 14 | Hexagramme 14 du Yi Jing | ䷍          | \|\|\|\|¦\|  | le Grand Avoir                       | 大有dà yǒu   |
| 15 | Hexagramme 15 du Yi Jing | ䷎          | ¦¦\|¦¦¦      | l'Humilité                           | 謙qiān       |
| 16 | Hexagramme 16 du Yi Jing | ䷏          | ¦¦¦\|¦¦      | l'Enthousiasme                       | 豫yù         |
| 17 | Hexagramme 17 du Yi Jing | ䷐          | \|¦¦\|\|¦    | La Suite                             | 隨suí        |
| 18 | Hexagramme 18 du Yi Jing | ䷑          | ¦\|\|¦¦\|    | le Travail sur ce qui est corrompu   | 蠱gǔ         |
| 19 | Hexagramme 19 du Yi Jing | ䷒          | \|\|¦¦¦¦     | l'Approche                           | 臨lín        |
| 20 | Hexagramme 20 du Yi Jing | ䷓          | ¦¦¦¦\|\|     | la Contemplation                     | 觀guān       |
| 21 | Hexagramme 21 du Yi Jing | ䷔          | \|¦¦\|¦\|    | Mordre au travers                    | 噬嗑shì kè   |
| 22 | Hexagramme 22 du Yi Jing | ䷕          | \|¦\|¦¦\|    | la Grâce                             | 賁bì         |
| 23 | Hexagramme 23 du Yi Jing | ䷖          | ¦¦¦¦¦\|      | l'Éclatement                         | 剝bō         |
| 24 | Hexagramme 24 du Yi Jing | ䷗          | \|¦¦¦¦¦      | le Retour                            | 復fù         |
| 25 | Hexagramme 25 du Yi Jing | ䷘          | \|¦¦\|\|\|   | l'Innocence                          | 無妄wú wàng  |
| 26 | Hexagramme 26 du Yi Jing | ䷙          | \|\|\|¦¦\|   | le Pouvoir d'apprivoisement du grand | 大畜dà chù   |
| 27 | Hexagramme 27 du Yi Jing | ䷚          | \|¦¦¦¦\|     | les Commissures des lèvres           | 頤yí         |
| 28 | Hexagramme 28 du Yi Jing | ䷛          | ¦\|\|\|\|¦   | la Prépondérance du grand            | 大過dà guò   |
| 29 | Hexagramme 29 du Yi Jing | ䷜          | ¦\|¦¦\|¦     | l'Insondable                         | 坎kǎn        |
| 30 | Hexagramme 30 du Yi Jing | ䷝          | \|¦\|\|¦\|   | le Feu                               | 離lí         |
| 31 | Hexagramme 31 du Yi Jing | ䷞          | ¦¦\|\|\|¦    | l'Influence                          | 咸xián       |
| 32 | Hexagramme 32 du Yi Jing | ䷟          | ¦\|\|\|¦¦    | la Durée                             | 恆héng       |

| N° | Hexagramme               | Hexagramme | Hexagramme  | Nom français                    | Nom chinois   |
| N° | Image                    | Unicode    | Simplifié   | Nom français                    | Nom chinois   |
| -- | ------------------------ | ---------- | ----------- | ------------------------------- | ------------- |
| 33 | Hexagramme 33 du Yi Jing | ䷠          | ¦¦\|\|\|\|  | la Retraite                     | 遯dùn         |
| 34 | Hexagramme 34 du Yi Jing | ䷡          | \|\|\|\|¦¦  | la Puissance du grand           | 大壯dà zhuàng |
| 35 | Hexagramme 35 du Yi Jing | ䷢          | ¦¦¦\|¦\|    | le Progrès                      | 晉jìn         |
| 36 | Hexagramme 36 du Yi Jing | ䷣          | \|¦\|¦¦¦    | l'Obscurcissement de la lumière | 明夷míng yí   |
| 37 | Hexagramme 37 du Yi Jing | ䷤          | \|¦\|¦\|\|  | la Famille                      | 家人jiā rén   |
| 38 | Hexagramme 38 du Yi Jing | ䷥          | \|\|¦\|¦\|  | l'Opposition                    | 睽kuí         |
| 39 | Hexagramme 39 du Yi Jing | ䷦          | ¦¦\|¦\|¦    | l'Obstacle                      | 蹇jiǎn        |
| 40 | Hexagramme 40 du Yi Jing | ䷧          | ¦\|¦\|¦¦    | la Libération                   | 解xiè         |
| 41 | Hexagramme 41 du Yi Jing | ䷨          | \|\|¦¦¦\|   | la Diminution                   | 損sǔn         |
| 42 | Hexagramme 42 du Yi Jing | ䷩          | \|¦¦¦\|\|   | l'Augmentation                  | 益yì          |
| 43 | Hexagramme 43 du Yi Jing | ䷪          | \|\|\|\|\|¦ | la Percée                       | 夬guài        |
| 44 | Hexagramme 44 du Yi Jing | ䷫          | ¦\|\|\|\|\| | Venir à la rencontre            | 姤gòu         |
| 45 | Hexagramme 45 du Yi Jing | ䷬          | ¦¦¦\|\|¦    | le Rassemblement                | 萃cuì         |
| 46 | Hexagramme 46 du Yi Jing | ䷭          | ¦\|\|¦¦¦    | la Poussée vers le haut         | 升shēng       |
| 47 | Hexagramme 47 du Yi Jing | ䷮          | ¦\|¦\|\|¦   | l'Accablement                   | 困kùn         |
| 48 | Hexagramme 48 du Yi Jing | ䷯          | ¦\|\|¦\|¦   | le Puits                        | 井jǐng        |
| 49 | Hexagramme 49 du Yi Jing | ䷰          | \|¦\|\|\|¦  | la Révolution                   | 革gé          |
| 50 | Hexagramme 50 du Yi Jing | ䷱          | ¦\|\|\|¦\|  | le Chaudron                     | 鼎dǐng        |
| 51 | Hexagramme 51 du Yi Jing | ䷲          | \|¦¦\|¦¦    | l'Ébranlement                   | 震zhèn        |
| 52 | Hexagramme 52 du Yi Jing | ䷳          | ¦¦\|¦¦\|    | la Montagne                     | 艮gèn         |
| 53 | Hexagramme 53 du Yi Jing | ䷴          | ¦¦\|¦\|\|   | le Développement                | 漸jiàn        |
| 54 | Hexagramme 54 du Yi Jing | ䷵          | \|\|¦\|¦¦   | l'Épousée                       | 歸妹guī mèi   |
| 55 | Hexagramme 55 du Yi Jing | ䷶          | \|¦\|\|¦¦   | Abondance                       | 豐fēng        |
| 56 | Hexagramme 56 du Yi Jing | ䷷          | ¦¦\|\|¦\|   | le Voyageur                     | 旅lǚ          |
| 57 | Hexagramme 57 du Yi Jing | ䷸          | ¦\|\|¦\|\|  | le Doux                         | 巽xùn         |
| 58 | Hexagramme 58 du Yi Jing | ䷹          | \|\|¦\|\|¦  | le Lac                          | 兌duì         |
| 59 | Hexagramme 59 du Yi Jing | ䷺          | ¦\|¦¦\|\|   | La Dispersion                   | 渙huàn        |
| 60 | Hexagramme 60 du Yi Jing | ䷻          | \|\|¦¦\|¦   | la Limitation                   | 節jié         |
| 61 | Hexagramme 61 du Yi Jing | ䷼          | \|\|¦¦\|\|  | la Vérité intérieure            | 中孚zhōng fú  |
| 62 | Hexagramme 62 du Yi Jing | ䷽          | ¦¦\|\|¦¦    | la Prépondérance du Petit       | 小過xiǎo guò  |
| 63 | Hexagramme 63 du Yi Jing | ䷾          | \|¦\|¦\|¦   | Après l'accomplissement         | 既濟jì jì     |
| 64 | Hexagramme 64 du Yi Jing | ䷿          | ¦\|¦\|¦\|   | Avant l'accomplissement         | 未濟wèi jì    |

En Unicode, dans la table des hexagrammes, ils sont codés de U+4DC0 à U+4DFF (19 904 à 19 967 en décimal).